# نیکلای ناجاریان
نیکلای آرسنی ناجاریان (ارمنی: Նիկոլայ Արսենի Նաջարյան؛  زادهٔ ۱۹۰۱ - درگذشته ۱۹۷۳) یک پزشک و استاد اهل ارمنستان بود.

## زندگی‌نامه
در ۱۹۰۱ در باکو به دنیا آمد . وی در وزارت بهداشت ارمنستان و دانشگاه پزشکی دولتی ایروان فعالیت می‌کرد.  وی همچنین برنده دانشمند شایسته ارمنستان شوروی شده است. وی در ۱۹۷۳ در سن ۷۲ سالگی در ایروان درگذشت.

## یادداشت
1. ↑  բժշկական գիտությունների դոկտոր